# Kathedrale von Tulancingo

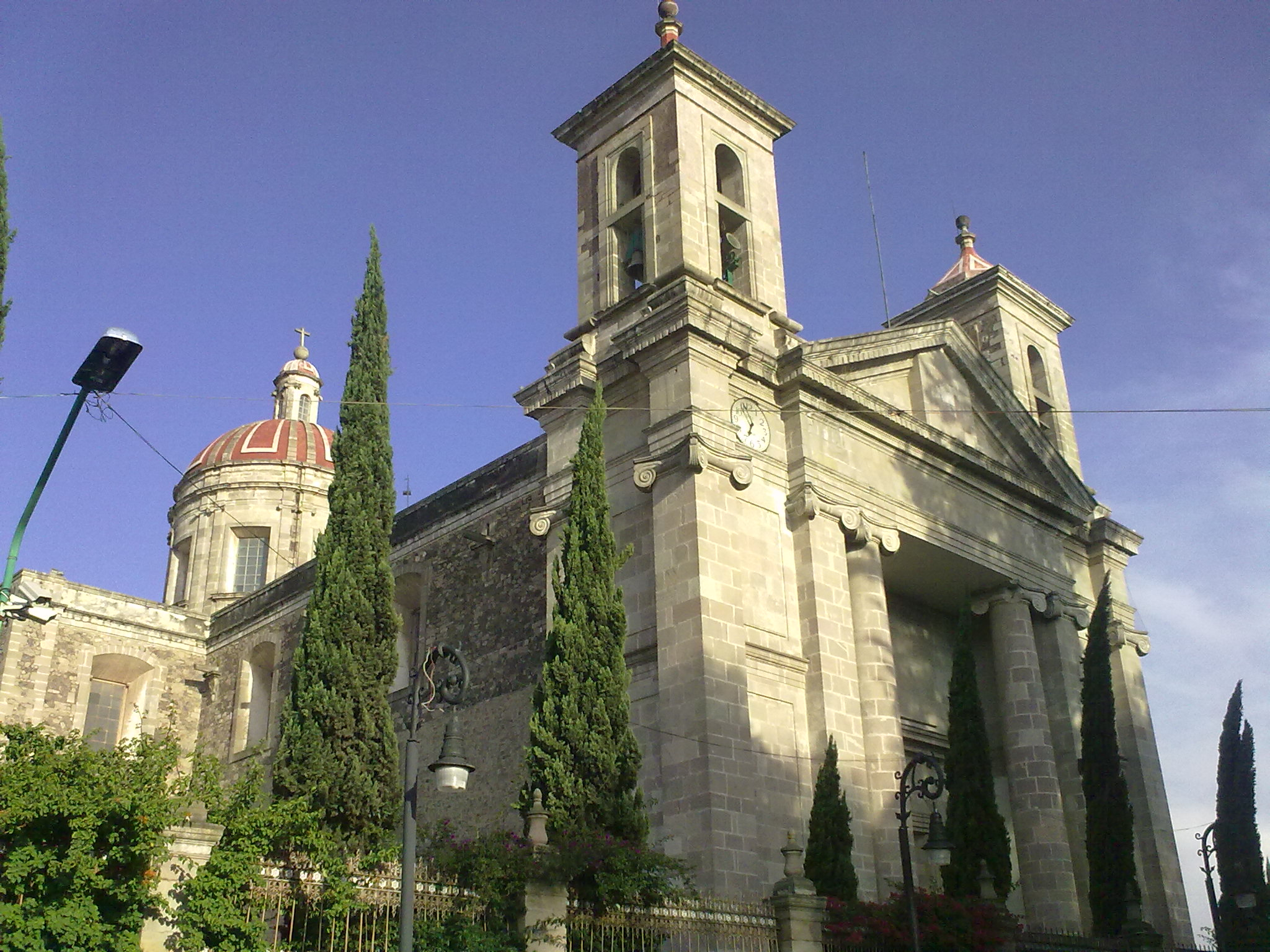
Kathedrale von Tulancingo (2010)

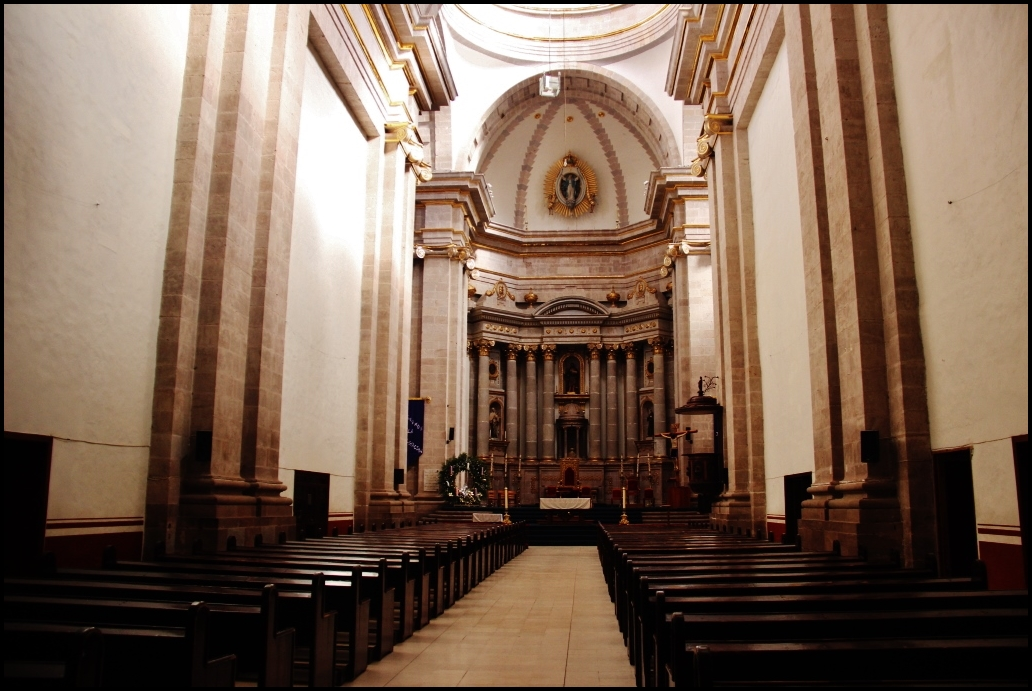
Langhaus, Vierung und Apsis

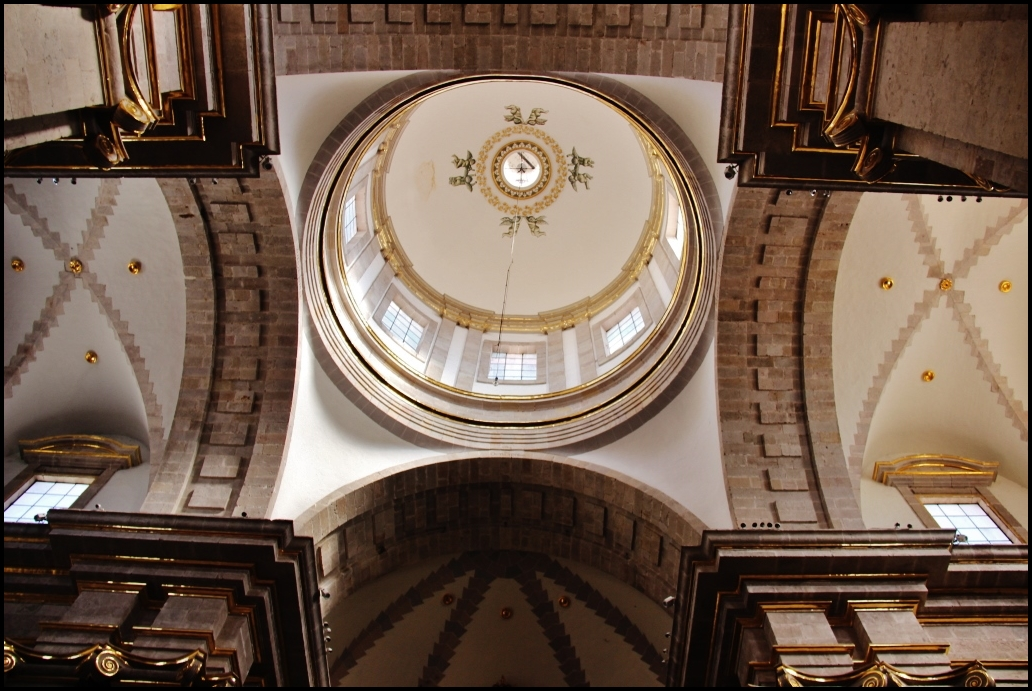
Blick in die Kuppel

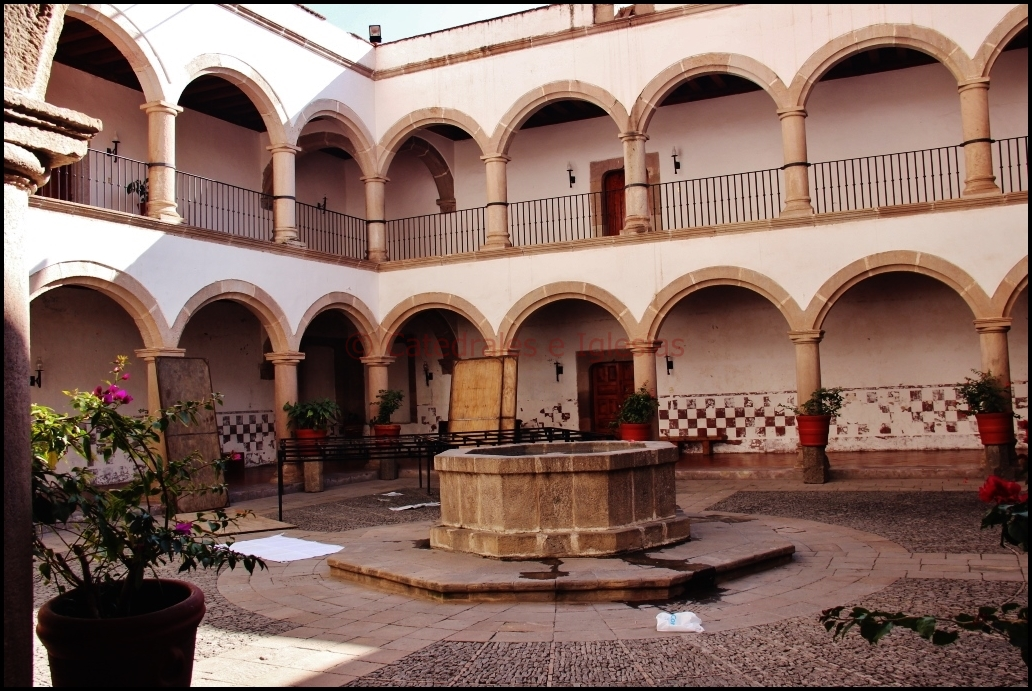
Kreuzgang (claustro)

Die Kathedrale von Tulancingo ist der Bischofssitz des römisch-katholischen Erzbistums Tulancingo in der Stadt Tulancingo de Bravo im mexikanischen Bundesstaat Hidalgo; sie trägt das Patrozinium Johannes des Täufers (spanisch San Juan Bautista).

## Lage
Die Großstadt Tulancingo de Bravo liegt etwa 125 km (Fahrtstrecke) nordöstlich von Mexiko-Stadt in einer Höhe von ca. 2180 m.

## Geschichte
Bereits im Jahr 1528 begann der Franziskanerorden mit dem Bau einer Kirche. Diese wurde jedoch in den Jahren 1788–1819 nach Plänen und unter Mitwirkung des Architekten José Damián Ortiz de Castro (1750–1793), der zuvor auch an der Planung und am Bau der Kathedrale von Mexiko-Stadt beteiligt war, im Stil des Klassizismus (spanisch neoclasico) erneuert. Das Bistum Tulancingo wurde erst im Jahr 1863 eingerichtet, wodurch der bestehende Kirchenbau den Status einer Kathedrale erhielt.

## Architektur
Die Fassade der Kirche zeigt eine deutliche klassizistische Strenge mit ionischen Kapitellen auf Säulen und Pfeilern. Die etwas zurückgestufte Portalzone wird von einem Dreiecksgiebel überhöht. Die aufgesetzten Glockentürme (campanarios) sind völlig schmucklos. Die Laterne oberhalb der von einem Tambour getragenen Vierungskuppel ist der höchste Bauteil der Kirche.
Das ca. 58 m lange und ca. 12 m breite Kirchenschiff ist ebenfalls eher karg gestaltet und größtenteils von Stichkappengewölben bedeckt. In den Stichkappen sowie im Tambour über der Vierung befinden sich Fenster. Auch die aufgesetzte Laterne über der ca. 54 m hohen Kuppel trägt ein wenig zur Belichtung der Kirche bei. Im Bereich der Apsis finden sich vorgestellte Säulen.

## Kreuzgang
Der doppelgeschossige Kreuzgang (claustro) stammt ebenfalls aus dem ausgehenden 18. oder frühen 19. Jahrhundert. In seiner Mitte findet sich das obligatorische Brunnenbecken.